# Turistická značená trasa 6065
Turistická značená trasa 6065 je žlutě vyznačená 3 kilometry dlouhá pěší trasa Klubu českých turistů vedená od zastávky MHD v Dolních Počernicích k rozcestí V Ořešinách.

## Popis trasy
Od zastávky MHD vede trať západně k podjezdu pod železniční tratí 011, kterou podejde. Za podjezdem se vydá na východ ulicí Ke Hrázi mezi tratí a zdí zámeckého parku. U Počernického rybníka se stočí na sever a po hrázi dojde na místo, odkud vede na východ po břehu rybníka k odbočce na můstek přes potok, který přejde. Pak jde ulicí k malé kolonii domků, před nimi zabočí na sever, kolonii obejde a vystoupá až k místu, pod kterým vede Pražský okruh. Podél okruhu dojde k mostu, kde se setká s cyklotrasou A258. Společně s ní přejde most a vydá se severně cestou k lesu až k rozcestí, kde končí a kde navazuje další turistická trasa.
| Km | Místo                 | Navazující a křižující trasy | Nadm. výška |
| -- | --------------------- | ---------------------------- | ----------- |
| 0  | Dolní Počernice (bus) |                              | 232 m       |
| 3  | V Ořešinách (rozc.)   | 1003                         | 257 m       |

## Zajímavá místa
- Zámecký park Dolní Počernice s památným dubem letním
- Počernický rybník
- Počernický rybník (přírodní památka)
- Skupina dubů na hrázi Počernického rybníka
- Xaverovský háj

## Veřejná doprava
Cesta začíná u zastávky MHD Dolní Počernice a vede kolem zastávky MHD Ke Hrázi a poblíž zastávek Škola Dolní Počernice a Nad Rybníkem.